# ᅄ과 ᅋ
ᅄ과 ᅋ은 각각 ㅇ과 ㅂ, ㅇ과 ㅍ을 겹쳐 적은 합자이다. 20세기 초반에 [v]와 [f] 소리를 적기 위해 만들었다.

## 역사
18세기 《청어노걸대》는 만주어의 [f]발음을 ㅍ으로 적었다. 20세기 초에도 [v]와 [f]를 ㅂ, ㅍ으로 적는 기록도 있었지만, 지석영의 《아학편》(1908)이나 이종극의 《모던조선외래어사전》(1937) 등에는 [v]와 [b], [f]와 [p]를 구분하기 위해 ㅇ을 붙여서 ᅄ과 ᅋ으로 표기했다. 1948년 제정된 외래어 표기법인 들온말 적는 법에서는 ᅄ과 ᅋ이 각각 [v]와 [f]의 발음을 표기하는 데에 쓰였다.
한편 주시경은 《대한국어문법》(1906)에서 이 표기가 ㅇ의 원래 발음과 관련이 없으니 불합리하다고 여겼으며, ㅇ 자리에 대신 ∨를 병서한 표기를 제안했다.